# تپه گورستان خرابه لار ۱
تپه قبرستان خرابه لار ۱ ، مربوط به دوران‌های تاریخی پس از اسلام است و در شهرستان بوئین‌زهرا، بخش آوج، روستای نقاش واقع شده و این اثر در تاریخ ۱۰ مهر ۱۳۸۰ ، با شمارهٔ ثبت ۳۹۱۴ به‌عنوان یکی از آثار ملی ایران به ثبت رسیده است.